# Eversharp
Eversharp foi uma fabricante pioneira de lapiseiras para desenho técnico.
A companhia foi fundada por Charles Rood Keeran em 1913. Ele requisitou uma patente para a lapiseira em outubro de 1913, e a obteve em março de 1915.

## Publicações
- The pencil: a history of design and circumstance, Henry Petroski, Knopf, 1992.  ISBN 0679734155, pp 265–270.